# Apple Daily

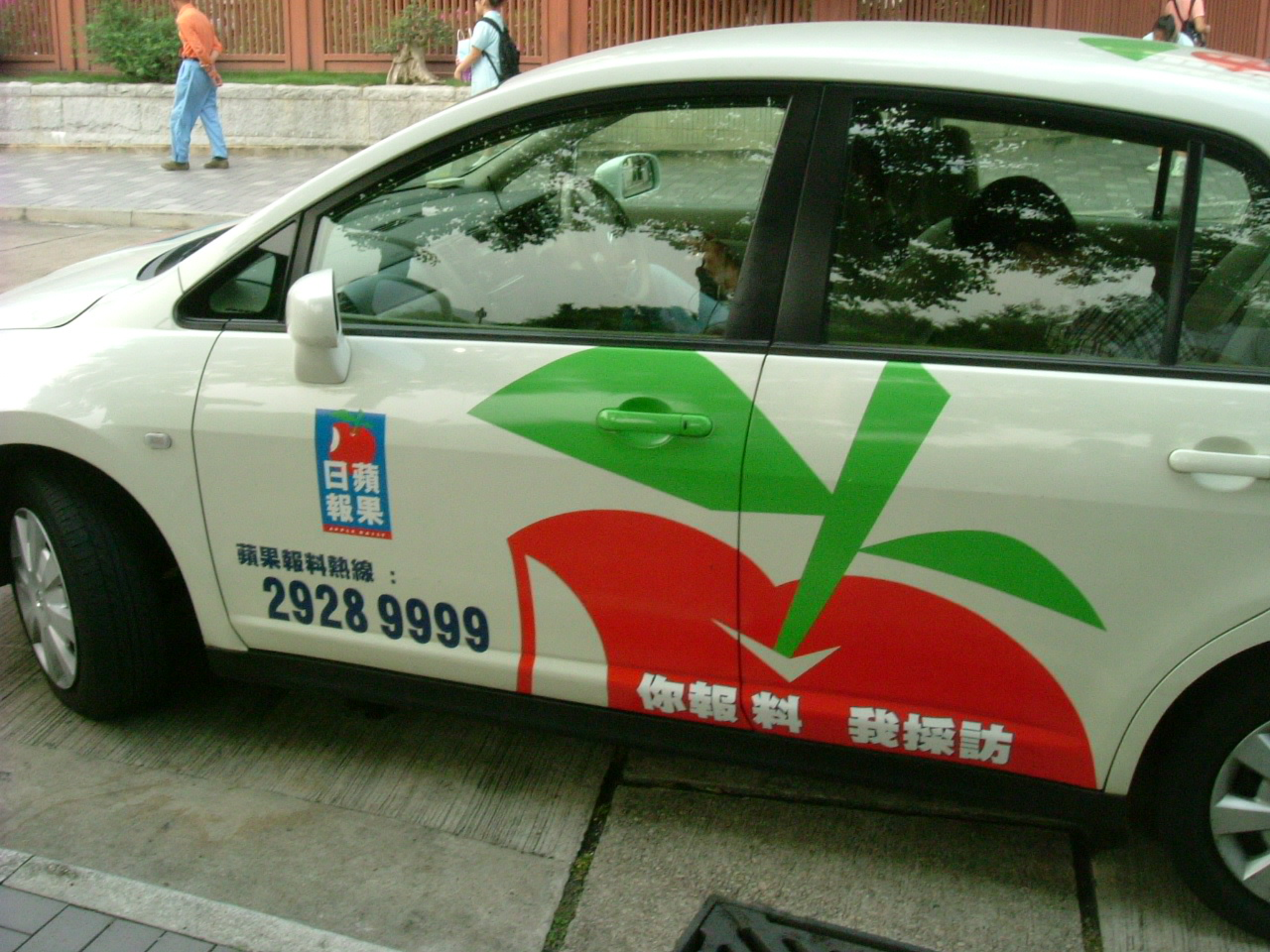
Auto van de Apple Daily

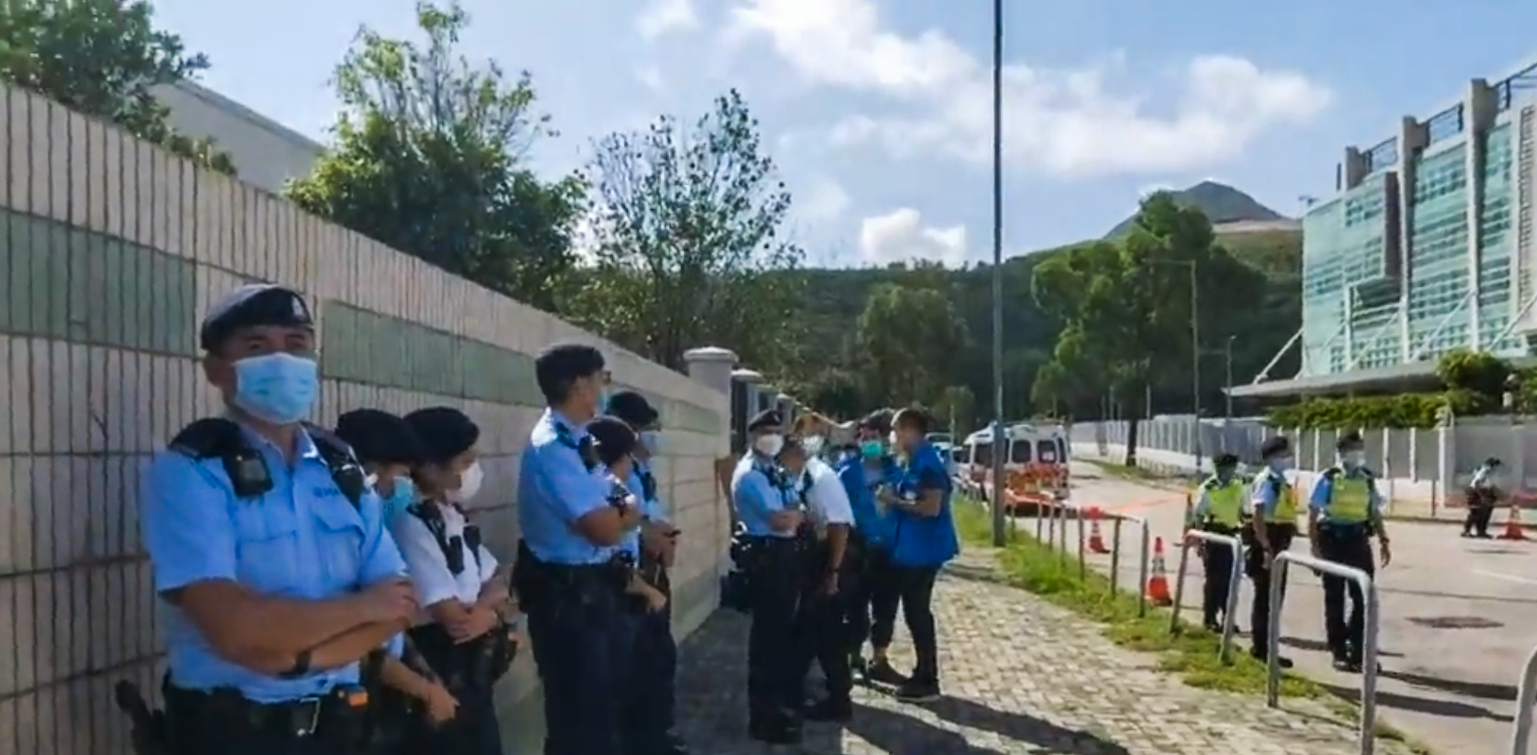
Politie buiten het redactiegebouw tijdens de inval op 17 juni 2021

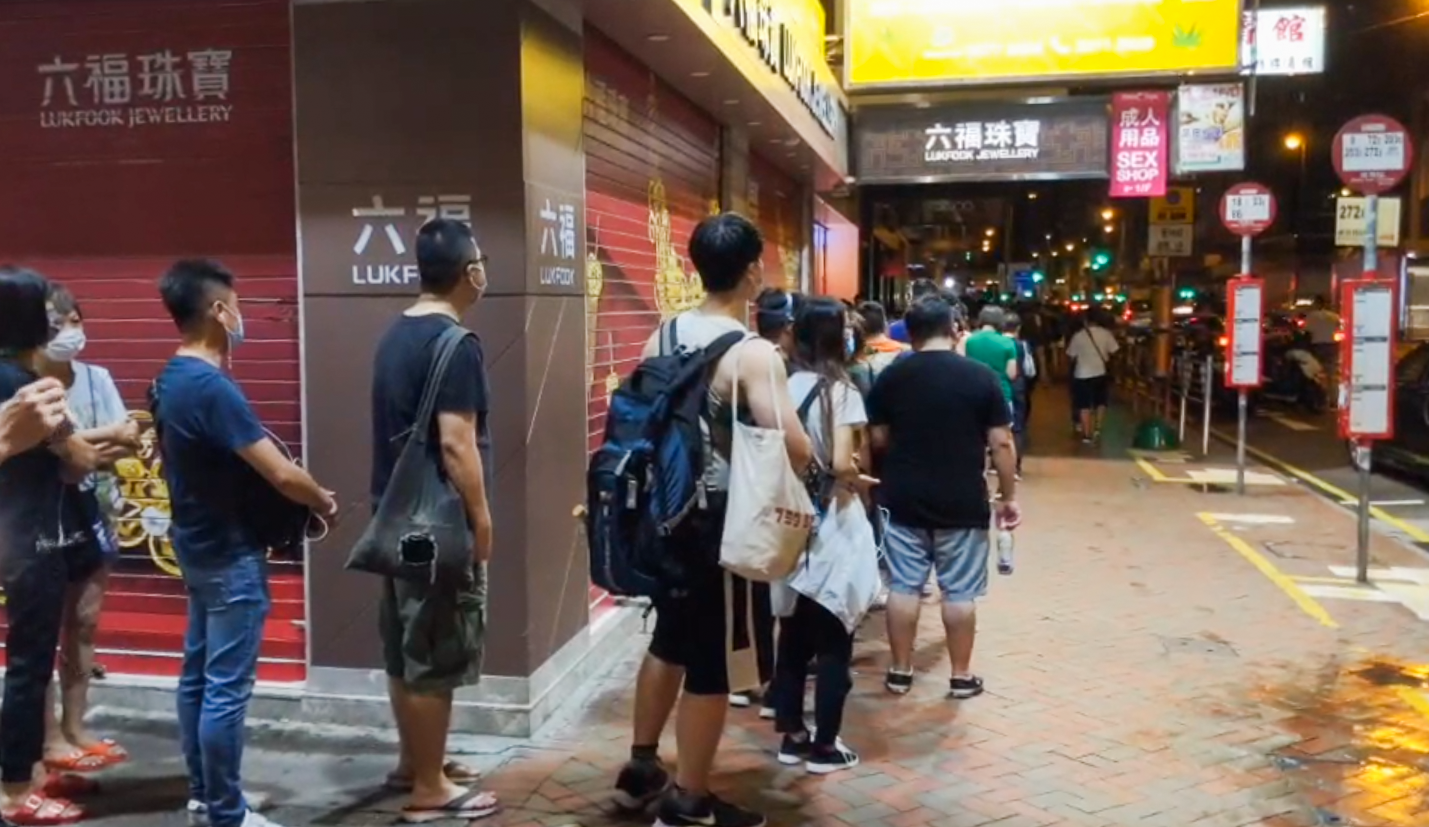
Lange rij mensen die de laatste editie willen kopen

Apple Daily was een traditioneel-Chineestalige krant in Hongkong en Taiwan. Zowel de krant als de website van de Apple Daily zijn verboden in de Volksrepubliek China.

## Oprichting en inhoud
De krant werd in 1995 door Jimmy Lai Chee Ying opgericht. De krant is prodemocratisch en gekant tegen het communisme en de standpunten van de Chinese Communistische Partij. Daarom werd hij door het regime in de Volksrepubliek China gecensureerd.
Belangrijke thema's van de Apple Daily waren Hongkongs nieuws, buitenlands nieuws, financieel nieuws, vermaak, sportnieuws, technologie, reizen, voedsel, koken en mode.
De krant was de op twee na grootste krant van Hongkong en zeer populair onder een jong publiek, door zijn vele actuele discussieonderwerpen, anti-overheidstandpunten en nieuws en roddels over beroemdheden.

## Overheidsingrijpen
In augustus 2020 viel de politie het kantoor van de krant binnen. Eigenaar Jimmy Lai werd gearresteerd. Voor de rechtbank werd hij tweemaal veroordeeld tot gevangenisstraffen van 14 maanden, deze kunnen deels gelijktijdig worden uitgezeten waardoor hij in totaal 20 maanden vastzit. De aanklachten waren het organiseren van prodemocratische betogingen waarvoor de autoriteiten geen toestemming hadden verleend.
Op 17 juni 2021 vielen zo'n 500 agenten de redactie binnen. De krant wordt verdacht van het schenden van de nationale veiligheidswet. De hoofdredacteur en vier bestuurders werden bij hun huis aangehouden en de bankrekeningen van Apple Daily bevroren.

## Einde
Apple Daily werd op 24 juni 2021 voor de laatste keer gepubliceerd onder druk van de Chinese overheid. Op de laatste dag werd de hele oplage van 1 miljoen exemplaren verkocht, royaal meer dan de gebruikelijk 80.000 stuks. Op 23 juni 2021 om 23:59 uur werden de website en de app gestaakt.